# Shane Gallagher
Shane Gallagher (Fontana, 30 dicembre 1973) è un chitarrista statunitense.

## Biografia
Gallagher è nato il 30 dicembre 1973 a Fontana, in California. Shane è di origine coreana ed europea. Sua madre, è nata a Seul, in Corea, prima di trasferirsi negli Stati Uniti con il marito Michael Gallagher. Shane ha trascorso la sua infanzia crescendo a Giacarta, prima di trasferirsi a Riverside, e a Los Angeles, per proseguire la sua carriera musicale.
Nel 2006, Gallagher lascia il suo gruppo chiamato The Nervous Return per unirsi Mark Hoppus e Travis Barker (entrambi dei blink-182) e il chitarrista Craig Fairbaugh per formare i +44. È stato introdotto come sostituto di Carol Heller come chitarrista, dopo che ella aveva lasciato la band per motivi personali. Nel 2007, è ufficialmente diventato un membro dei Mercy Killers. Attualmente è impegnato in un progetto acustico dal titolo A death to Stars con Joseph O'Day.